# Chaignes
Chaignes é uma comuna francesa na região administrativa da Normandia, no departamento de Eure. Estende-se por uma área de 6,47 km². Em 2010 a comuna tinha 281 habitantes (densidade: 43,4 hab./km²).